# Chrisóstomo Muniz Freire
Chrisóstomo (nascido: Luiz Felipe Muniz Freire) é um bispo ortodoxo, intitulado Arcebispo do Rio de Janeiro e Olinda-Recife sob a jurisdição da Igreja Ortodoxa Polonesa.

## Biografia

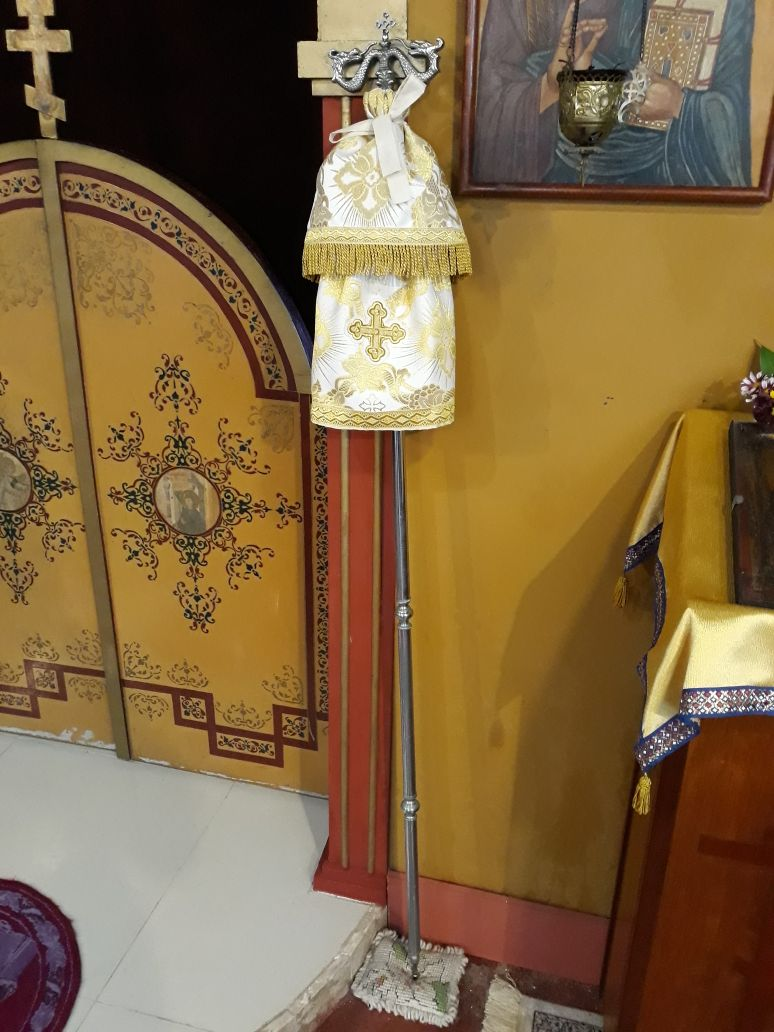
Báculo de Chrisóstomo, recostado nas portas reais da Catedral da Santíssima Virgem Maria

Chrisóstomo Muniz Freire nasceu em 1957, no Rio de Janeiro.
Enquanto jovem, fazendo parte de um grupo de buscadores espirituais, encontrou a Igreja Ortodoxa, na qual foi recebido em viagem a Portugal pelo metropolita Gabriel de Lisboa, sob um sínodo vetero-calendarista grego presidido pelo metropolita Auxêncio, junto a outros buscadores na festa de Pentecostes de 1986. Em 1986 foi feito hipodiácono e em fevereiro de 1987, foi ordenado presbítero. No mesmo ano, a Metrópole de Lisboa se desvinculou do sínodo de Auxêncio, tendo assinado um protocolo de união à Igreja Polonesa dois anos depois. Em 1991, após um período em um monastério em Mafra e já como arquimandrita, foi consagrado bispo residencial para o Brasil em Grabarka. No ano seguinte, toma posse na Diocese do Rio de Janeiro e Olinda-Recife, sendo o primeiro bispo ortodoxo nativo do Brasil. Entre os anos de 2000 e 2002, uma crise canônica elevou a diocese presidida por Chrisóstomo ao status de uma arquidiocese e provoca uma desvinculação da Metrópole de Lisboa, mas não da Igreja Polonesa, à qual terminou a crise diretamente vinculada. Em 2011, a Segunda Conferência Episcopal Ortodoxa da América Latina o elegeu diretor de seu comitê de traduções litúrgicas.

## Arquidiocese
O arcebispo tem sua sede episcopal na Catedral da Santíssima Virgem Maria, em Copacabana. Estão sob seu omofório o bispo Ambrósio do Recife e igrejas nos Estados de Rio de Janeiro, Pernambuco e Paraíba, Belo Horizonte, além de uma igreja e missão no Ceará e um mosteiro em João Pessoa.